# Ianuarie 2002
Acest articol este generat integral pe baza informațiilor din articolul 2002 și este actualizat periodic de un robot.
 Editările făcute în articol vor fi șterse la următoarea actualizare! Dacă doriți să faceți modificări, editați articolul-sursă.

ianuarie -
februarie -
martie -
aprilie -
mai -
iunie -
iulie -
august -
septembrie -
octombrie -
noiembrie -
decembrie
Ianuarie 2002 a fost prima lună a anului și a început într-o zi de marți.

## Evenimente
- 1 ianuarie: Bancnotele și monedele euro au fost introduse în 12 țări ale Uniunii Europene.

## Nașteri
- 6 ianuarie: Nanami Yanagawa, cântăreață japoneză

## Decese
- 1 ianuarie: Efim Levit, 80 ani,  evreu basarabean, istoric și critic literar sovietic și moldovean (n. 1921)
- 5 ianuarie: Gheorghe Scripcă, 71 ani, scriitor român (n. 1930)
- 8 ianuarie: Alexandr Mihailovici Prohorov, 85 ani, fizician rus, laureat al Premiului Nobel (1964), membru de onoare al Academiei Române (n. 1916)
- 12 ianuarie: Cyrus Roberts Vance, 84 ani, secretar de stat al SUA (1977-1980), (n. 1917)
- 13 ianuarie: Ferdinand Weiss, 69 ani, pianist român (n. 1932)
- 16 ianuarie: Robert Hanbury Brown, 85 ani, astronom și fizician britanic (n. 1916)
- 17 ianuarie: Camilo José Cela, 85 ani, scriitor spaniol, laureat al Premiului Nobel (1989), (n. 1916)
- 18 ianuarie: Dimitrie Păcurariu, 76 ani, critic si istoric român (n. 1925)
- 22 ianuarie: Peter Bardens, 56 ani, muzician britanic (n. 1945)
- 22 ianuarie: A. H. Weiler, 93 ani, scriitor și critic de film american (n. 1908)
- 23 ianuarie: Pierre Bourdieu, 71 ani, sociolog francez (n. 1930)
- 23 ianuarie: Gheorghe Lambru, 66 ani, acordeonist român (n. 1935)
- 23 ianuarie: Robert Nozick, 63 ani, filosof american (n. 1938)
- 24 ianuarie: Andrei Mercea, 76 ani, fotbalist român (n. 1925)
- 27 ianuarie: John James, 87 ani, pilot britanic de Formula 1 (n. 1914 )
- 28 ianuarie: Tibor Bálint, 69 ani, scriitor și traducător maghiar (n. 1932)
- 28 ianuarie: Astrid Lindgren, 94 ani, scriitoare suedeză (n. 1907)
- 30 ianuarie: Inge Morath (n. Ingeborg Hermine Morath), 78 ani, fotografǎ austriacǎ (n. 1923)